# La Ville fantôme (téléfilm)
Pour les articles homonymes, voir La Ville fantôme.
Pour plus de détails, voir Fiche technique et Distribution.
La Ville fantôme (Phantom Town) est un téléfilm américain réalisé par Jeff Burr et sorti en 1999.

## Synopsis
Mike un adolescent de seize ans et ses deux frères et sœurs âgés d’une dizaine d’années décident de partir à la recherche de leurs parents après qu’ils n'ont pas donné signe de vie pendant plusieurs jours.
Lors de leur dernière conversation téléphonique avec leurs trois enfants les parents ont affirmé qu’ils se trouvaient près d’une ville appelée Long Hand. Le problème est qu’en faisant des recherches ils se rendent compte que Long Hand n’est indiqué sur aucune carte. Mais lors de leur recherche ils trouveront malgré tout la ville en question bien que leurs parents demeurent introuvables.
Autre problème : la ville semble être une ville du XIXe siècle, un habitant affirme être en 1882 et en plus de cela, Mike, Arnie et Cindy ne mettront pas longtemps pour s’apercevoir que les gens de Long Hand ont un comportement plus qu’étrange et cela toute époque confondue…

## Distribution
- John Patrick White : Mike
- Taylor Locke : Arnie
- Lauren Summers : Cindy
- Jim Metzler : le père
- Belinda Montgomery : la mère
- Gabriel Spahiu (en) : le réceptionniste
- Jeff Burr : oncle Jack
- Iuliana Ciugulea : tante Silvia